# Windows PE
 Der er for få eller ingen kildehenvisninger i denne artikel, hvilket er et problem. Du kan hjælpe ved at angive troværdige kilder til de påstande, som fremføres i artiklen.

Windows Preinstallation Environment (også kaldet Windows PE eller blot WinPE) er en skrabet udgave af styresystemet Microsoft Windows, som blandt andet bruges af OEM'er (fabrikanter af computerudstyr) og professionelle systembyggere til installation af Windows.

## WinPE-versioner
Der eksisterer indtil videre følgende versioner af WinPE:

### Windows PE 1.0
Baseret på den første version af Microsoft Windows XP Professional.

### Windows PE 1.1
Baseret på Microsoft Windows XP Professional med Service Pack 1 (SP1).

### Windows PE 1.2
Baseret på Microsoft Windows Server 2003-familien.

### Windows PE 2004 (1.5)
Baseret på Microsoft Windows XP Professional med Service Pack 2 (SP2).

### Windows PE 2005 (1.6)
Baseret på Microsoft Windows Server 2003 med Service Pack 1 (SP1).

### Windows PE 2.0
Baseret på Microsoft Windows Vista.

### Windows PE 3.0
Baseret på Microsoft Windows 7.

## Ekstern henvisning
- Microsofts officielle side om Windows PE
- Uofficiel side om hvordan man kan lave sin egen PE ud fra Windows XP

| Operativsystem | Spire Denne artikel relateret til styresystemer er en spire som bør udbygges. Du er velkommen til at hjælpe Wikipedia ved at udvide den. |